# Cnidoscolus egregius
Cnidoscolus egregius är en törelväxtart som beskrevs av Breckon och Francisco Javier Fernández Casas. Cnidoscolus egregius ingår i släktet Cnidoscolus och familjen törelväxter. Inga underarter finns listade i Catalogue of Life.